# Azande (plemię)
Azande – lud afrykański zamieszkały w Demokratycznej Republice Konga, Republice Środkowoafrykańskiej i Sudanie Południowym. Lud ten liczy ok. 2,8 mln osób (2018).
Posługują się oni językiem pazande z grupy adamawa-ubangi. W okresie przedkolonialnym tworzyli drobne, wojownicze państwa, które prowadziły nieustanne wyprawy wojenne i łupieskie. Byli znani również jako łowcy niewolników, których odsprzedawali arabskim kupcom, a także jako handlarze skórami i kością słoniową. W tamtym okresie nazywani byli ludem Niam-Niam i podejrzewani o kanibalizm.
Obecnie ludność ta zajmuje się rolnictwem, łowiectwem i częściowo hodowlą. Rozwinęli literaturę ustną, przekazywaną przez opowiadaczy i śpiewaków wędrownych. W większości kultywują animistyczne wierzenia plemienne. Wierzą w Boga Stwórcę – Mboli oraz w liczne bóstwa i duchy, zwłaszcza duchy przodków. Wielką rolę pełni magia, którą zajmują się kwalifikowani znachorzy i zaklinacze obu płci, tworzący swoiste stowarzyszenia, biorący udział w radach i sądach plemiennych, otaczani opieką wodzów.